# Fed Cup 2012 – blok A 3. skupiny zóny Evropy a Afriky
Blok A 3. skupiny zóny Evropy a Afriky Fed Cupu 2012 představoval jednu ze dvou podskupin 3. skupiny. Hrálo se mezi 16. až 21. dubnem v areálu Golf El Solaimaneyah Club egyptské Káhiry na otevřených antukových dvorcích. 
Pět týmů se utkalo ve vzájemných zápasech. Vítěz následně sehrál barážový zápas s druhým z bloku B 3. skupiny o postup do 2. skupiny zóny Evropy a Afriky pro rok 2013. O druhé postupové místo do 2. skupiny se utkalo druhé mužstvo s vítězem bloku B. Třetí, čtvrté a páté týmy z obou bloků nastoupily ke vzájemnému zápasu o konečné 5. až 10. místo 3. skupiny. 

## Blok A
|     |         | Maroko | Arménie | Irsko | Malta | Keňa | Zápasy V/P | Sety V/P | Hry V/P | Pořadí |
| 71. | Maroko  |        | 2–1     | 2–1   | 2–1   | 3–0  | 4–0        | 20–7     | 142–86  | 1.     |
| 73  | Arménie | 1–2    |         | 1–2   | 3–0   | 3–0  | 2–2        | 19–8     | 106–42  | 3.     |
| 80  | Irsko   | 1–2    | 2–1     |       | 2–1   | 3–0  | 3–1        | 17–12    | 110–73  | 2.     |
| 89. | Malta   | 1–2    | 0–3     | 1–2   |       | 3–0  | 1–3        | 11–16    | 94–125  | 4.     |
| –   | Keňa    | 0–3    | 0–3     | 0–3   | 0–3   |      | 0–4        | 0–24     | 18–144  | 5.     |

- P/V – prohry/výhry

## Zápasy

### Arménie vs. Keňa
| | Arménie | 3 :                                                                         | 0   | Keňa |    |  |
| --- | ------- | --------------------------------------------------------------------------- | --- | ---- | -- |  |
| Golf El Solaimaneyah Club, Káhira, Egypt 16. dubna 2012 antuka (venku) |         |                                                                             |     |      |    |  |
| \| \| \| \| 1. \| 2. \| 3. \| \| \| -- \| \| --------------------------------------------------------------------------- \| --- \| --- \| -- \| \| \| 1. \| \| Anna Movsisjanová Veronica Osogo Nabwire \| 6 0 \| 6 1 \| \| \| \| 2. \| \| Ani Amiraghyan Caroline Oduor \| 6 0 \| 6 0 \| \| \| \| 3. \| \| Nune Khachatryan / Anna Movsisyan Caroline Oduor / Michelle Kerubo Onyancha \| 6 0 \| 6 1 \| \| \| \| \| \| \| \| \| \| \| \| \| \| \| \| \| \| \| \| \| \| \| \| \| \| \| \| \| \| \| \| \| \| \| \| \| \| \| \| \| \| \| |         |                                                                             |     |      |    |  |
| |         |                                                                             | 1.  | 2.   | 3. |  |
| 1. |         | Anna Movsisjanová Veronica Osogo Nabwire                                    | 6 0 | 6 1  |    |  |
| 2. |         | Ani Amiraghyan Caroline Oduor                                               | 6 0 | 6 0  |    |  |
| 3. |         | Nune Khachatryan / Anna Movsisyan Caroline Oduor / Michelle Kerubo Onyancha | 6 0 | 6 1  |    |  |
| |         |                                                                             |     |      |    |  |
| |         |                                                                             |     |      |    |  |
| |         |                                                                             |     |      |    |  |
| |         |                                                                             |     |      |    |  |
| |         |                                                                             |     |      |    |  |

### Irsko vs. Malta
| | Irsko | 2 :                                                                                           | 1   | Malta |     |  |
| --- | ----- | --------------------------------------------------------------------------------------------- | --- | ----- | --- |  |
| Golf El Solaimaneyah Club, Káhira, Egypt 16. dubna 2012 antuka (venku) |       |                                                                                               |     |       |     |  |
| \| \| \| \| 1. \| 2. \| 3. \| \| \| -- \| \| --------------------------------------------------------------------------------------------- \| --- \| --- \| --- \| \| \| 1. \| \| Sinéad Lohanová Elaine Genoveseová \| 6 4 \| 1 6 \| 6 2 \| \| \| 2. \| \| Amy Bowtellová Rosanne Dimechová \| 6 0 \| 6 2 \| \| \| \| 3. \| \| Jenny Claffeyová / Lynsey McCulloughová Rosanne Dimechová / Maria Giorgia Farrugiaová Saccová \| 6 7 \| 6 4 \| 5 7 \| \| \| \| \| \| \| \| \| \| \| \| \| \| \| \| \| \| \| \| \| \| \| \| \| \| \| \| \| \| \| \| \| \| \| \| \| \| \| \| \| \| |       |                                                                                               |     |       |     |  |
| |       |                                                                                               | 1.  | 2.    | 3.  |  |
| 1. |       | Sinéad Lohanová Elaine Genoveseová                                                            | 6 4 | 1 6   | 6 2 |  |
| 2. |       | Amy Bowtellová Rosanne Dimechová                                                              | 6 0 | 6 2   |     |  |
| 3. |       | Jenny Claffeyová / Lynsey McCulloughová Rosanne Dimechová / Maria Giorgia Farrugiaová Saccová | 6 7 | 6 4   | 5 7 |  |
| |       |                                                                                               |     |       |     |  |
| |       |                                                                                               |     |       |     |  |
| |       |                                                                                               |     |       |     |  |
| |       |                                                                                               |     |       |     |  |
| |       |                                                                                               |     |       |     |  |

### Maroko vs. Keňa
| | Maroko | 3 :                                                                        | 0   | Keňa |    |  |
| --- | ------ | -------------------------------------------------------------------------- | --- | ---- | -- |  |
| Golf El Solaimaneyah Club, Káhira, Egypt 17. dubna 2012 antuka (venku) |        |                                                                            |     |      |    |  |
| \| \| \| \| 1. \| 2. \| 3. \| \| \| -- \| \| -------------------------------------------------------------------------- \| --- \| --- \| -- \| \| \| 1. \| \| Fatima El Allami Michelle Kerubo Onyancha \| 6 0 \| 6 0 \| \| \| \| 2. \| \| Nadia Lalami Caroline Oduor \| 6 0 \| 6 0 \| \| \| \| 3. \| \| Fatyha Berjane / Bahia Mouhtassine Caroline Oduor / Veronica Osogo Nabwire \| 6 1 \| 6 0 \| \| \| \| \| \| \| \| \| \| \| \| \| \| \| \| \| \| \| \| \| \| \| \| \| \| \| \| \| \| \| \| \| \| \| \| \| \| \| \| \| \| \| |        |                                                                            |     |      |    |  |
| |        |                                                                            | 1.  | 2.   | 3. |  |
| 1. |        | Fatima El Allami Michelle Kerubo Onyancha                                  | 6 0 | 6 0  |    |  |
| 2. |        | Nadia Lalami Caroline Oduor                                                | 6 0 | 6 0  |    |  |
| 3. |        | Fatyha Berjane / Bahia Mouhtassine Caroline Oduor / Veronica Osogo Nabwire | 6 1 | 6 0  |    |  |
| |        |                                                                            |     |      |    |  |
| |        |                                                                            |     |      |    |  |
| |        |                                                                            |     |      |    |  |
| |        |                                                                            |     |      |    |  |
| |        |                                                                            |     |      |    |  |

### Arménie vs. Malta
| | Arménie | 3 :                                                                       | 0   | Malta |    |  |
| --- | ------- | ------------------------------------------------------------------------- | --- | ----- | -- |  |
| Golf El Solaimaneyah Club, Káhira, Egypt 17. dubna 2012 antuka (venku) |         |                                                                           |     |       |    |  |
| \| \| \| \| 1. \| 2. \| 3. \| \| \| -- \| \| ------------------------------------------------------------------------- \| --- \| --- \| -- \| \| \| 1. \| \| Anna Movsisjanová Elaine Genoveseová \| 6 3 \| 6 1 \| \| \| \| 2. \| \| Ani Amiraghyan Rosanne Dimechová \| 6 0 \| 6 1 \| \| \| \| 3. \| \| Ani Amiraghyan / Anna Movsisjanová Rosanne Dimechová / Elaine Genoveseová \| 6 1 \| 6 1 \| \| \| \| \| \| \| \| \| \| \| \| \| \| \| \| \| \| \| \| \| \| \| \| \| \| \| \| \| \| \| \| \| \| \| \| \| \| \| \| \| \| \| |         |                                                                           |     |       |    |  |
| |         |                                                                           | 1.  | 2.    | 3. |  |
| 1. |         | Anna Movsisjanová Elaine Genoveseová                                      | 6 3 | 6 1   |    |  |
| 2. |         | Ani Amiraghyan Rosanne Dimechová                                          | 6 0 | 6 1   |    |  |
| 3. |         | Ani Amiraghyan / Anna Movsisjanová Rosanne Dimechová / Elaine Genoveseová | 6 1 | 6 1   |    |  |
| |         |                                                                           |     |       |    |  |
| |         |                                                                           |     |       |    |  |
| |         |                                                                           |     |       |    |  |
| |         |                                                                           |     |       |    |  |
| |         |                                                                           |     |       |    |  |

### Maroko vs. Irsko
| | Maroko | 2 :                                                                        | 1    | Irsko |     |  |
| --- | ------ | -------------------------------------------------------------------------- | ---- | ----- | --- |  |
| Golf El Solaimaneyah Club, Káhira, Egypt 18. dubna 2012 antuka (venku) |        |                                                                            |      |       |     |  |
| \| \| \| \| 1. \| 2. \| 3. \| \| \| -- \| \| -------------------------------------------------------------------------- \| ---- \| --- \| --- \| \| \| 1. \| \| Fatima El Allami Sinéad Lohanová \| 6 3 \| 6 4 \| \| \| \| 2. \| \| Nadia Lalami Amy Bowtellová \| 7 5 \| 6 1 \| \| \| \| 3. \| \| Fatyha Berjane / Bahia Mouhtassine Jenny Claffeyová / Lynsey McCulloughová \| 7 65 \| 5 7 \| 2 6 \| \| \| \| \| \| \| \| \| \| \| \| \| \| \| \| \| \| \| \| \| \| \| \| \| \| \| \| \| \| \| \| \| \| \| \| \| \| \| \| \| \| |        |                                                                            |      |       |     |  |
| |        |                                                                            | 1.   | 2.    | 3.  |  |
| 1. |        | Fatima El Allami Sinéad Lohanová                                           | 6 3  | 6 4   |     |  |
| 2. |        | Nadia Lalami Amy Bowtellová                                                | 7 5  | 6 1   |     |  |
| 3. |        | Fatyha Berjane / Bahia Mouhtassine Jenny Claffeyová / Lynsey McCulloughová | 7 65 | 5 7   | 2 6 |  |
| |        |                                                                            |      |       |     |  |
| |        |                                                                            |      |       |     |  |
| |        |                                                                            |      |       |     |  |
| |        |                                                                            |      |       |     |  |
| |        |                                                                            |      |       |     |  |

### Malta vs. Keňa
| | Malta | 3 :                                                                            | 0   | Keňa |    |  |
| --- | ----- | ------------------------------------------------------------------------------ | --- | ---- | -- |  |
| Golf El Solaimaneyah Club, Káhira, Egypt 18. dubna 2012 antuka (venku) |       |                                                                                |     |      |    |  |
| \| \| \| \| 1. \| 2. \| 3. \| \| \| -- \| \| ------------------------------------------------------------------------------ \| --- \| --- \| -- \| \| \| 1. \| \| Maria Giorgia Farrugiaová Saccová Veronica Osogo Nabwire \| 6 3 \| 6 4 \| \| \| \| 2. \| \| Elaine Genoveseová Caroline Oduor \| 6 2 \| 6 1 \| \| \| \| 3. \| \| Rosanne Dimechová / Elaine Genoveseová Caroline Oduor / Veronica Osogo Nabwire \| 6 1 \| 6 2 \| \| \| \| \| \| \| \| \| \| \| \| \| \| \| \| \| \| \| \| \| \| \| \| \| \| \| \| \| \| \| \| \| \| \| \| \| \| \| \| \| \| \| |       |                                                                                |     |      |    |  |
| |       |                                                                                | 1.  | 2.   | 3. |  |
| 1. |       | Maria Giorgia Farrugiaová Saccová Veronica Osogo Nabwire                       | 6 3 | 6 4  |    |  |
| 2. |       | Elaine Genoveseová Caroline Oduor                                              | 6 2 | 6 1  |    |  |
| 3. |       | Rosanne Dimechová / Elaine Genoveseová Caroline Oduor / Veronica Osogo Nabwire | 6 1 | 6 2  |    |  |
| |       |                                                                                |     |      |    |  |
| |       |                                                                                |     |      |    |  |
| |       |                                                                                |     |      |    |  |
| |       |                                                                                |     |      |    |  |
| |       |                                                                                |     |      |    |  |

### Maroko vs. Malta
| | Maroko | 2 :                                                                                       | 1   | Malta |     |  |
| --- | ------ | ----------------------------------------------------------------------------------------- | --- | ----- | --- |  |
| Golf El Solaimaneyah Club, Káhira, Egypt 19. dubna 2012 antuka (venku) |        |                                                                                           |     |       |     |  |
| \| \| \| \| 1. \| 2. \| 3. \| \| \| -- \| \| ----------------------------------------------------------------------------------------- \| --- \| --- \| --- \| \| \| 1. \| \| Fatima El Allami Maria Giorgia Farrugiaová Saccová \| 6 1 \| 6 0 \| \| \| \| 2. \| \| Nadia Lalami Elaine Genoveseová \| 0 6 \| 6 3 \| 4 6 \| \| \| 3. \| \| Fatyha Berjane / Bahia Mouhtassine Maria Giorgia Farrugiaová Saccová / Elaine Genoveseová \| 6 1 \| 6 2 \| \| \| \| \| \| \| \| \| \| \| \| \| \| \| \| \| \| \| \| \| \| \| \| \| \| \| \| \| \| \| \| \| \| \| \| \| \| \| \| \| \| \| |        |                                                                                           |     |       |     |  |
| |        |                                                                                           | 1.  | 2.    | 3.  |  |
| 1. |        | Fatima El Allami Maria Giorgia Farrugiaová Saccová                                        | 6 1 | 6 0   |     |  |
| 2. |        | Nadia Lalami Elaine Genoveseová                                                           | 0 6 | 6 3   | 4 6 |  |
| 3. |        | Fatyha Berjane / Bahia Mouhtassine Maria Giorgia Farrugiaová Saccová / Elaine Genoveseová | 6 1 | 6 2   |     |  |
| |        |                                                                                           |     |       |     |  |
| |        |                                                                                           |     |       |     |  |
| |        |                                                                                           |     |       |     |  |
| |        |                                                                                           |     |       |     |  |
| |        |                                                                                           |     |       |     |  |

### Arménie vs. Irsko
| | Arménie | 1 :                                                                  | 2   | Irsko |     |  |
| --- | ------- | -------------------------------------------------------------------- | --- | ----- | --- |  |
| Golf El Solaimaneyah Club, Káhira, Egypt 19. dubna 2012 antuka (venku) |         |                                                                      |     |       |     |  |
| \| \| \| \| 1. \| 2. \| 3. \| \| \| -- \| \| -------------------------------------------------------------------- \| --- \| ---- \| --- \| \| \| 1. \| \| Anna Movsisjanová Sinéad Lohanová \| 6 4 \| 64 7 \| 3 6 \| \| \| 2. \| \| Ani Amiraghyan Amy Bowtellová \| 6 4 \| 6 4 \| \| \| \| 3. \| \| Ani Amiraghyan / Anna Movsisjanová Amy Bowtellová / Jenny Claffeyová \| 1 6 \| 6 4 \| 2 6 \| \| \| \| \| \| \| \| \| \| \| \| \| \| \| \| \| \| \| \| \| \| \| \| \| \| \| \| \| \| \| \| \| \| \| \| \| \| \| \| \| \| |         |                                                                      |     |       |     |  |
| |         |                                                                      | 1.  | 2.    | 3.  |  |
| 1. |         | Anna Movsisjanová Sinéad Lohanová                                    | 6 4 | 64 7  | 3 6 |  |
| 2. |         | Ani Amiraghyan Amy Bowtellová                                        | 6 4 | 6 4   |     |  |
| 3. |         | Ani Amiraghyan / Anna Movsisjanová Amy Bowtellová / Jenny Claffeyová | 1 6 | 6 4   | 2 6 |  |
| |         |                                                                      |     |       |     |  |
| |         |                                                                      |     |       |     |  |
| |         |                                                                      |     |       |     |  |
| |         |                                                                      |     |       |     |  |
| |         |                                                                      |     |       |     |  |

### Maroko vs. Arménie
| | Maroko | 2 :                                                                   | 1    | Arménie |     |  |
| --- | ------ | --------------------------------------------------------------------- | ---- | ------- | --- |  |
| Golf El Solaimaneyah Club, Káhira, Egypt 20. dubna 2012 antuka (venku) |        |                                                                       |      |         |     |  |
| \| \| \| \| 1. \| 2. \| 3. \| \| \| -- \| \| --------------------------------------------------------------------- \| ---- \| --- \| --- \| \| \| 1. \| \| Fatima El Allami Anna Movsisjanová \| 6 4 \| 7 5 \| \| \| \| 2. \| \| Nadia Lalami Ani Amiraghyan \| 3 6 \| 0 6 \| \| \| \| 3. \| \| Fatyha Berjane / Bahia Mouhtassine Ani Amiraghyan / Anna Movsisjanová \| 7 65 \| 4 6 \| 6 1 \| \| \| \| \| \| \| \| \| \| \| \| \| \| \| \| \| \| \| \| \| \| \| \| \| \| \| \| \| \| \| \| \| \| \| \| \| \| \| \| \| \| |        |                                                                       |      |         |     |  |
| |        |                                                                       | 1.   | 2.      | 3.  |  |
| 1. |        | Fatima El Allami Anna Movsisjanová                                    | 6 4  | 7 5     |     |  |
| 2. |        | Nadia Lalami Ani Amiraghyan                                           | 3 6  | 0 6     |     |  |
| 3. |        | Fatyha Berjane / Bahia Mouhtassine Ani Amiraghyan / Anna Movsisjanová | 7 65 | 4 6     | 6 1 |  |
| |        |                                                                       |      |         |     |  |
| |        |                                                                       |      |         |     |  |
| |        |                                                                       |      |         |     |  |
| |        |                                                                       |      |         |     |  |
| |        |                                                                       |      |         |     |  |

### Irsko vs. Keňa
| | Irsko | 3 :                                                                             | 0   | Keňa |    |  |
| --- | ----- | ------------------------------------------------------------------------------- | --- | ---- | -- |  |
| Golf El Solaimaneyah Club, Káhira, Egypt 20. dubna 2012 antuka (venku) |       |                                                                                 |     |      |    |  |
| \| \| \| \| 1. \| 2. \| 3. \| \| \| -- \| \| ------------------------------------------------------------------------------- \| --- \| --- \| -- \| \| \| 1. \| \| Sinéad Lohanová Michelle Kerubo Onyancha \| 6 1 \| 6 0 \| \| \| \| 2. \| \| Amy Bowtellová Veronica Osogo Nabwire \| 6 0 \| 6 0 \| \| \| \| 3. \| \| Amy Bowtellová / Lynsey McCulloughová Caroline Oduor / Michelle Kerubo Onyancha \| 6 1 \| 6 0 \| \| \| \| \| \| \| \| \| \| \| \| \| \| \| \| \| \| \| \| \| \| \| \| \| \| \| \| \| \| \| \| \| \| \| \| \| \| \| \| \| \| \| |       |                                                                                 |     |      |    |  |
| |       |                                                                                 | 1.  | 2.   | 3. |  |
| 1. |       | Sinéad Lohanová Michelle Kerubo Onyancha                                        | 6 1 | 6 0  |    |  |
| 2. |       | Amy Bowtellová Veronica Osogo Nabwire                                           | 6 0 | 6 0  |    |  |
| 3. |       | Amy Bowtellová / Lynsey McCulloughová Caroline Oduor / Michelle Kerubo Onyancha | 6 1 | 6 0  |    |  |
| |       |                                                                                 |     |      |    |  |
| |       |                                                                                 |     |      |    |  |
| |       |                                                                                 |     |      |    |  |
| |       |                                                                                 |     |      |    |  |
| |       |                                                                                 |     |      |    |  |